# 埃米利奥·科雷亚 (1953年)
埃米利奥·科雷亚（西班牙語：Emilio Correa，1953年5月21日—2024年3月11日），古巴男子拳击运动员。他曾代表古巴参加1972年和1976年夏季奥林匹克运动会拳击比赛，其中1972年奥运会获得一枚金牌。